# Vallisneria spiralis
Espèce
Classification phylogénétique
Statut de conservation UICN

 LC  : Préoccupation mineure
La vallisnérie spiralée (Vallisneria spiralis) est une plante aquatique vivace de la famille des Hydrocharitaceae originaire d'Europe du Sud, d'Asie et d'Afrique du nord où elle forme des herbiers riches en biodiversité et contribue fortement à l'oxygénation des eaux stagnantes grâce à sa photosynthèse. Elle régresse aujourd'hui dans son habitat d'origine mais progresse davantage vers le nord de l'Europe à la faveur du réchauffement climatique. Elle a été décrite par Linné en 1753. Contrairement à d'autres espèces qui s'étendent hors de leur répartition d'origine, son implantation dans le reste de l'Europe ne semble pas poser de déséquilibre majeur dans les nouveaux milieux colonisés et des études suggèrent au contraire un impact positif sur la faune et la flore locale,
. Poussant au fond et non flottante, elle n'entrave de surcroît pas réellement les activités humaines.

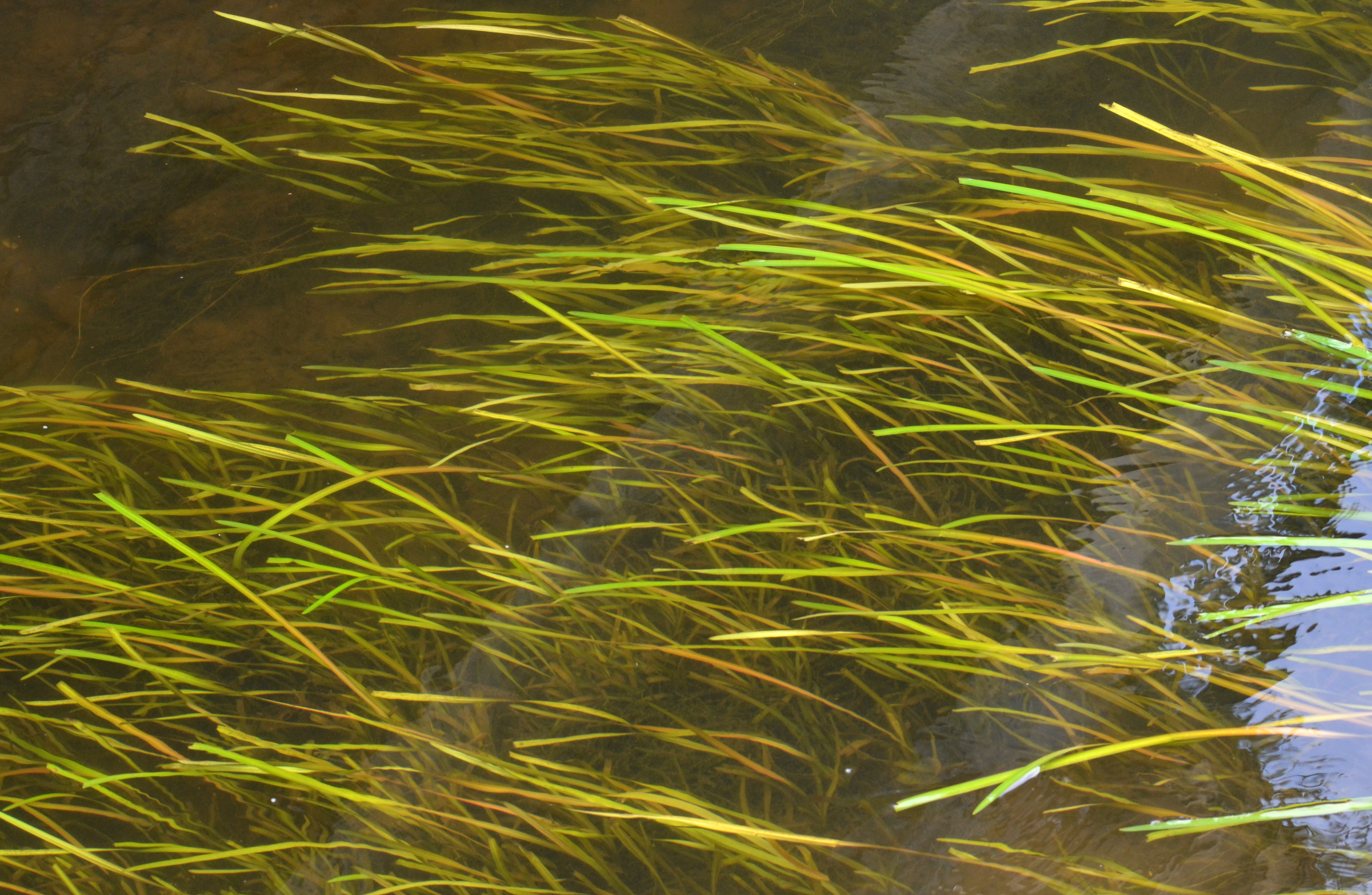
Herbier de Vallisnérie, ici dans la Dronne à Brantôme (ZNIEFF et réseau Natura 2000).

Elle joue un rôle important dans l'écologie des cours d'eau où elle est présente et où elle forme parfois des herbiers subaquatiques denses, couvrant des dizaines de mètres carrés. Ses longs rubans peuvent atteindre 1 mètre de long.

## Reproduction
- Asexuée : la plante développe de nombreux stolons.
- Sexuée : des fleurs peuvent se former : les fleurs femelles sont portées par de longs pédoncules blanchâtres et viennent s'épanouir à la surface de l'eau ; les fleurs mâles sont libres et flottantes. Après la fécondation, les pédoncules des fleurs femelles se rétractent en s'enroulant en forme d'hélice, les fruits mûrissent sous l'eau[3].

## Statut
Elle est protégée en Algérie et dans certains départements français.

## Utilisations

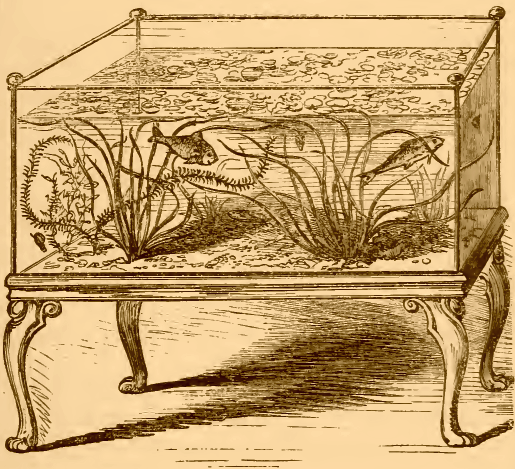
Vallisneria spiralis était déjà utilisée par les aquariophiles comme plante décorative et épuratrice de l'eau en 1856, comme en témoigne cette illustration d'époque

### Usages aquariophiles
elle est très utilisée dans les aquariums où elle se reproduit par stolons. Sa croissance est très rapide.

### Usages alimentaires
- Alimentation : les inuits d'Alaska mangeaient autrefois les jeunes feuilles de cette plante[4], et selon l'ethnobotaniste François Couplan (2009), ces jeunes feuilles seraient également encore parfois consommées en Asie orientale, en salade[5].